# بريان روبنسون (لاعب كرة قدم أمريكية أمريكي)
بريان روبنسون (بالإنجليزية: Bryan Robinson)‏ هو لاعب كرة قدم أمريكية أمريكي، ولد في 25 يناير 1986 في هارينغتون في الولايات المتحدة.